# RZA
Robert Fitzgerald Diggs (New York City, New York, SAD, 5. srpnja 1969.), bolje poznat po svom umjetničkom imenu RZA (/ˈrɪzə/) (također poznat i kao Prince Rakeem, The Rzarector, Bobby Digital i The Abbot) je američki reper, tekstopisac, glazbeni producent, glumac, scenarist, redatelj i pisac. RZA je istaknuto ime hip-hop glazbe i de facto vođa hip-hop sastava Wu-Tang Clan. Također je i osnivač grupa Gravediggaz i Achozen. RZA je svoju glazbenu karijeru započeo 1991. godine kada je objavio svoj prvi EP Ooh I Love You Rakeem pod pseudonimom Prince Rakeem. Godine 1993. zajedno s ostalim članovima sastava Wu-Tang Clan objavljuje album Enter the Wu-Tang (36 Chambers). Svoj debitantski studijski album Bobby Digital in Stereo objavljuje 1998. godine pod pseudonimom Bobby Digital. Godine 2001. uslijedio je drugi studijski album Digital Bullet. Treći studijski album Birth of a Prince objavio je 2003. godine. Pet godina kasnije je objavio četvrti studijski album Digi Snacks.
Osim glazbe, RZA je glumio u nekoliko filmova kao što su Kava i cigarete, Američki gangster, Gospel Hill, Komičari, Fatalni preljub, Termin, Repo Men i G.I. Joe: Osveta, te mnogim drugima. Također se pojavljuje u televizijskoj seriji Kalifornikacija. Prvu ulogu dobio je 1999. godine u filmu Put samuraja gdje glumi zajedno s Forestom Whitakerom. Godine 2012. film The Man with the Iron Fists je prvi kojemu je RZA redatelj. On je u filmu glavna uloga, a uz njega glumi i Russell Crowe.

## Diskografija

### Studijski albumi
- 1998.: Bobby Digital in Stereo
- 2001.: Digital Bullet
- 2003.: Birth of a Prince
- 2008.: Digi Snacks

### Kompilacije
- 1998.: The RZA Hits
- 2003.: The World According to RZA

## Vanjske poveznice
- RZA na Allmusicu
- RZA na Discogsu
- RZA na Billboardu
- RZA  Arhivirana inačica izvorne stranice od 13. kolovoza 2013. (Wayback Machine) na MTV
- RZA na Internet Movie Databaseu